# Аеродром Вайроа
Аеродром Вайроа (IATA: WIR, ICAO: NZWO)  - це невеликий аеропорт, що розташований у кінці Аеропорт-роуд, на північній околиці Вейроа, у Гокс-Бей, Нова Зеландія. Аеродром Вайроа надає послуги для легких літаків і використовується в основному для чартерних рейсів. У 2023 році Sunair розпочала рейс з Нейпіра до Вайроа. 

## Оперативні дані
Аеродром Вайроа -  трав'яна смуга довжиною 1371 м, яка містить всепогодну закриту смугу довжиною 914 м на південних двох третинах. 
- Міцність злітно-посадкової смуги:
  - 16/34: ESWL 9530
- Доступне освітлення злітно-посадкової смуги, кероване пілотом
- Схема:
  - Фіксоване крило – ліва сторона всіх злітно-посадкових смуг

Плата за посадку в аеропорту в 2024 році 14 новозеландських доларів. Заряди на дотик і ход є накопичувальними, тому не підходять для кругових тренувань

## Авіакомпанії та напрямки
| Авіакомпанія | Пункт призначення |
| ------------ | ----------------- |
| Sunair       | Napier            |